# Las Vegas
|  | Per a altres significats, vegeu «Las Vegas (desambiguació)». |

Las Vegas és la més gran de les ciutats de l'estat de Nevada als Estats Units i és la seu del comtat de Clark, així com la major ciutat fundada al segle xx. S'ha convertit en una de les principals destinacions turístiques del país gràcies a les seves zones comercials i de vacances, però sobretot gràcies als seus casinos.
El nom de Las Vegas s'aplica sovint a les àrees del comtat de Clark que envolten la ciutat, especialment les àrees residencials situades dintre o prop de Las Vegas Strip. La major part dels 7¼ quilòmetres de Las Vegas Boulevard estan situats fora dels límits de la ciutat de Las Vegas, concretament en la ciutat de Paradise.
Las Vegas és coneguda de vegades com la “ciutat del pecat” (Sin City en anglès) a causa de la popularitat del joc i apostes legals, la disponibilitat de begudes alcohòliques a qualsevol hora del dia (com en tota Nevada), la legalitat de la prostitució en els comtats veïns (les lleis de Nevada prohibeixen la prostitució en els comtats de més de 400.000 habitants). El govern local i els promotors turístics de la ciutat prefereixen el sobrenom de Capital mundial de l'entreteniment. La imatge glamurosa de la ciutat li ha fet escenari de diverses pel·lícules i sèries televisives.

## Toponímia
La zona va ser batejada Las Vegas, ja que presentava abundants herbes silvestres, així com les aigües de font del desert que necessiten els viatgers que van cap a l'oest.

## Història
El nom de Las Vegas l'hi va donar l'espanyol Antonio Armijo qui va arribar aquí mentre seguia l'Old Spanish Trail des de Texas. En aquesta època, en algunes àrees baixes de la Vall de Las Vegas, existien deus que creaven extenses àrees verdes que contrastaven amb el desert que les envoltava; d'aquí el nom de "Las Vegas".

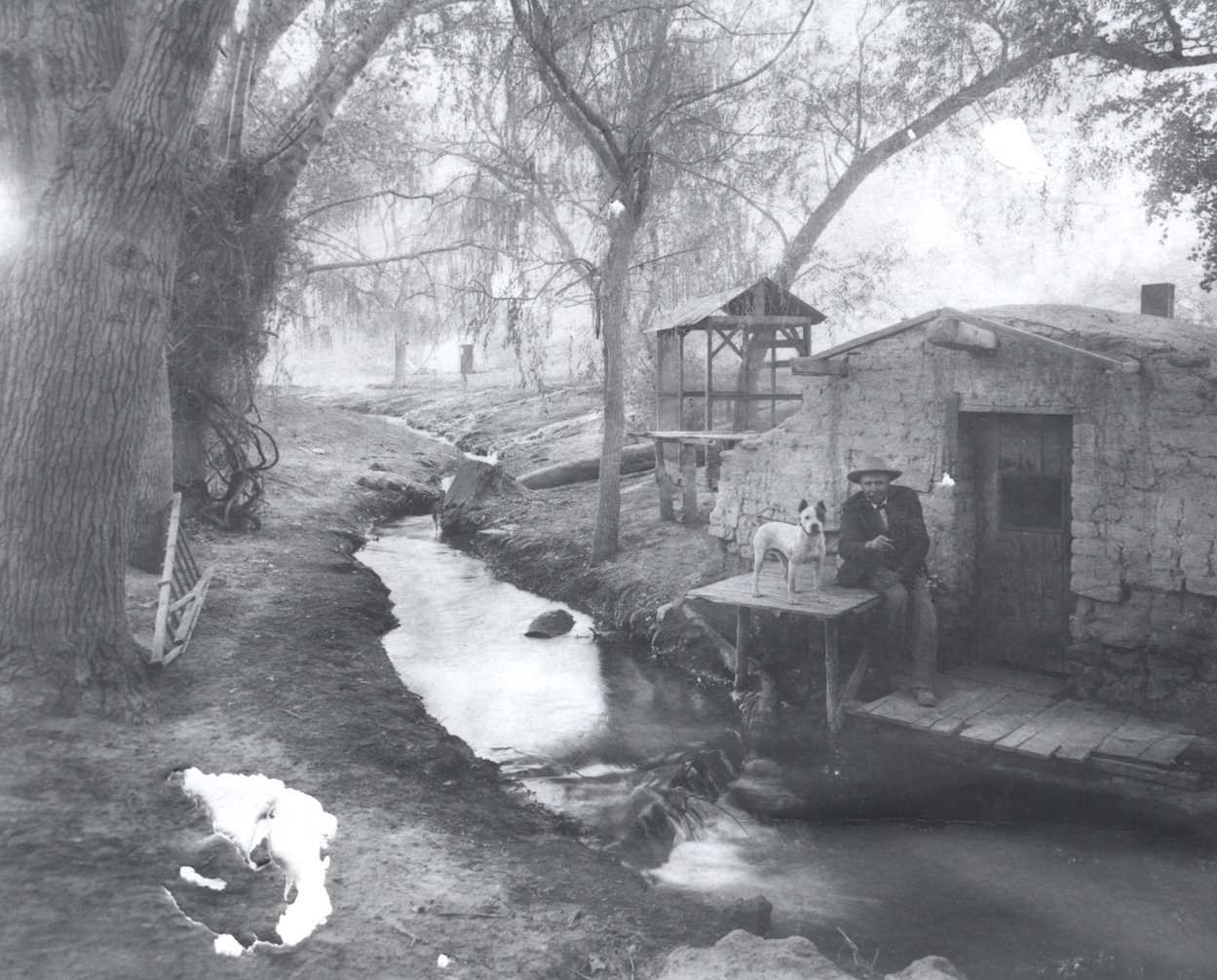
Las Vegas al 1895

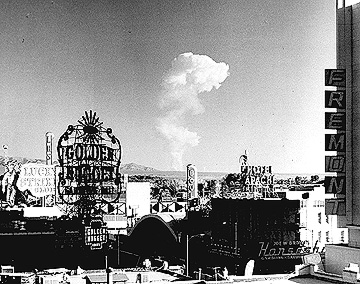
Vista del centre de Las Vegas amb un núvol en forma de bolet al fons. Escenes com aquesta eren típiques durant la dècada de 1950. De 1951 a 1962 el govern va realitzar 100 proves al proper Nevada Test Site.

L'oficial i explorador de l'exèrcit nord-americà John Frémont va viatjar a la vall de Las Vegas el 3 de maig de 1844, quan aquest territori formava part encara de Mèxic, liderant un grup d'exploradors del cos d'enginyers de l'exèrcit nord-americà. El 10 de maig de 1855, després de l'annexió de Las Vegas als Estats Units, Brigham Young va enviar un grup de trenta missioners mormons per a convertir a la població índia. Els mormons van abandonar la zona el 1857, ja que els nadius van rebutjar els seus ensenyaments. El 1864 l'exèrcit va construir el Fort Baker.
El 1900, les deus van ser canalitzades cap a la ciutat que va quedar així proveïda d'una font d'aigua corrent. Això va permetre a Las Vegas convertir-se en un lloc d'aturada on abastir-se aigua per als trens que viatjaven entre Los Angeles i Albuquerque. La ciutat de Las Vegas es va fundar el 15 de maig de 1905.
Amb la legalització del joc el 1931, Las Vegas va iniciar la seva fama mundial. Aquest any també va ser testimoni de l'inici de la construcció de la propera presa Hoover. L'afluència de treballadors de la construcció i les seves famílies va ajudar a Las Vegas a evitar la calamitat econòmica durant la Gran Depressió. Les obres de construcció es van acabar el 1935.
El 1941 es van començar a construir grans hotels que incorporaven casinos de joc. Molts dels primers inversors de la ciutat van ser acusats d'haver portat a Las Vegas diners procedents dels sindicats del crim de la costa Est. De fet el primer hotel de característiques de la ciutat moderna (Flamingo) va ser construït sota la supervisió del gàngster Benjamin "Bugsy" Siegel.

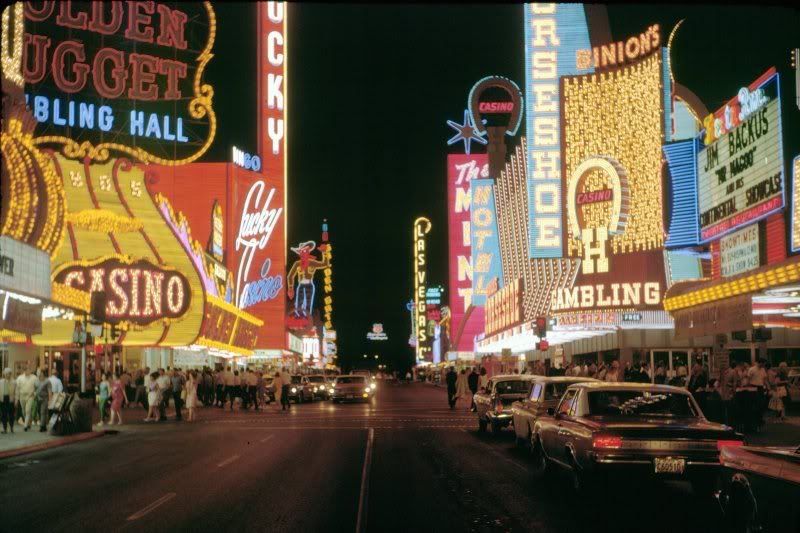
El carrer Fremont a finals dels anys 60

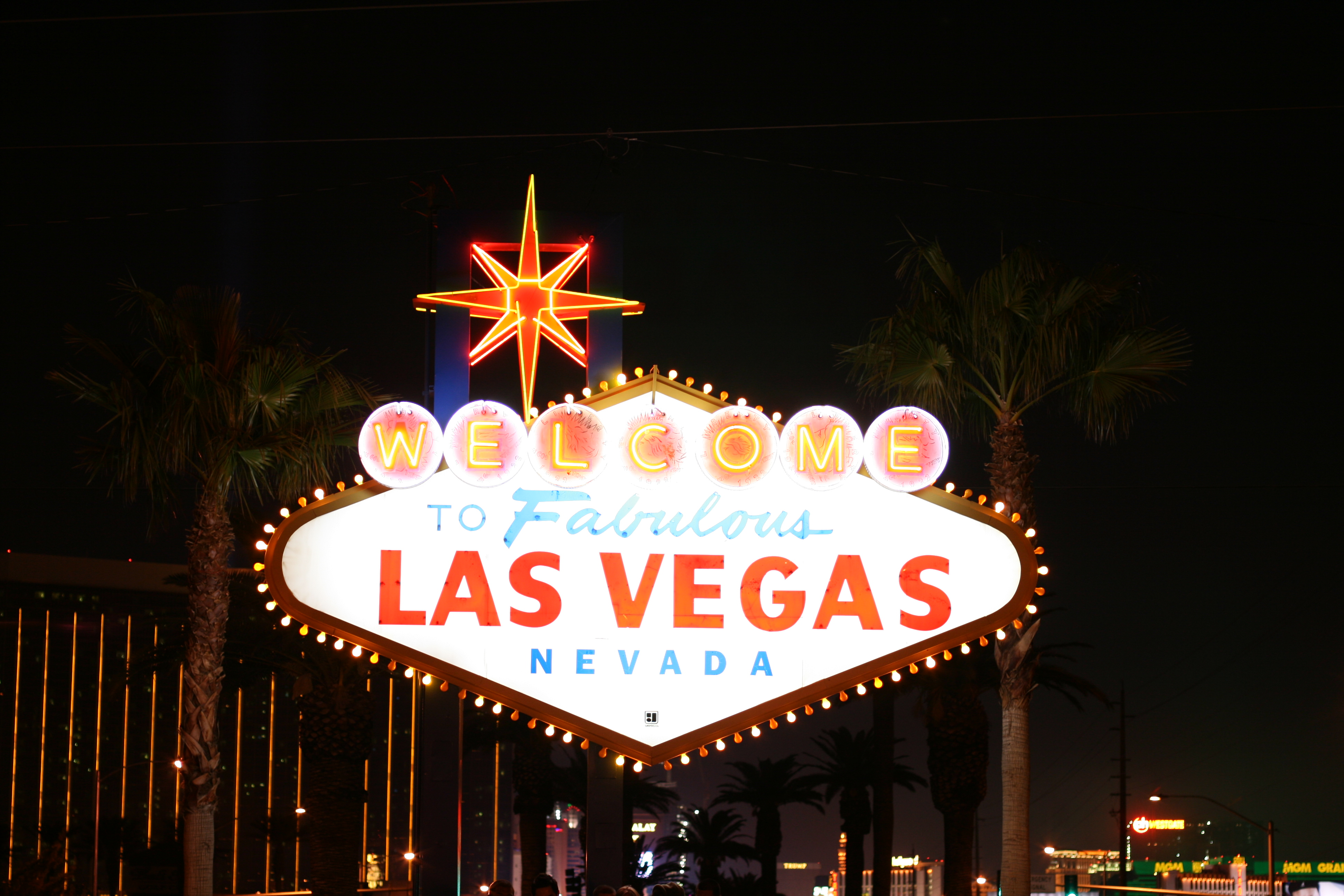
El famós rètol

El 1951 es van iniciar les proves d'armes nuclears al lloc de proves de Nevada, a 105 km al nord-oest de Las Vegas. Durant aquest temps, la ciutat va rebre el sobrenom de "Ciutat atòmica". Els residents i visitants van poder presenciar núvols en forma de bolet (i van quedar exposats a les conseqüències) fins al 1963, quan el Tractat de prohibició parcial de proves nuclears va exigir que les proves nuclears fossin subterrànies.
L'emblemàtic rètol "Welcome to Fabolous Las Vegas", que mai s'ha situat dins dels límits municipals, va ser creat el 1959 per Betty Willis.

## Geografia
La ciutat de Las Vegas ocupa una àrea de 293,6 km². La ciutat està localitzada en una zona àrida, envoltada de muntanyes amb colors que van del rosa al gris. En estar situada al desert, la major part del terreny és rocós.

## Demografia
D'acord amb el cens de 2010 la ciutat tenia 583.756 habitants. L'oficina del cens estima una població de 648.224 habitants el 2017. Las Vegas ha estat la capital del comtat de Clark des del naixement d'aquest el 1909. Estudis recents (2005) xifren la població de l'àrea metropolitana entorn d'1.950.000 persones. Es calcula que és habitual que hi hagi al voltant de la mateixa xifra de turistes que d'habitants durant la temporada de vacances: ja sigui per viatges de nord-americans que van a passar un cap de setmana o pel turisme mundial. La població és un gresol de cubans, llatins, nord-americans i turistes de totes les nacionalitats.
El creixement de la població de Las Vegas ha estat espectacular. L'any 1900 tenia 25 habitants. L'any 1940 tenia únicament 8.422 habitants.

## Clima

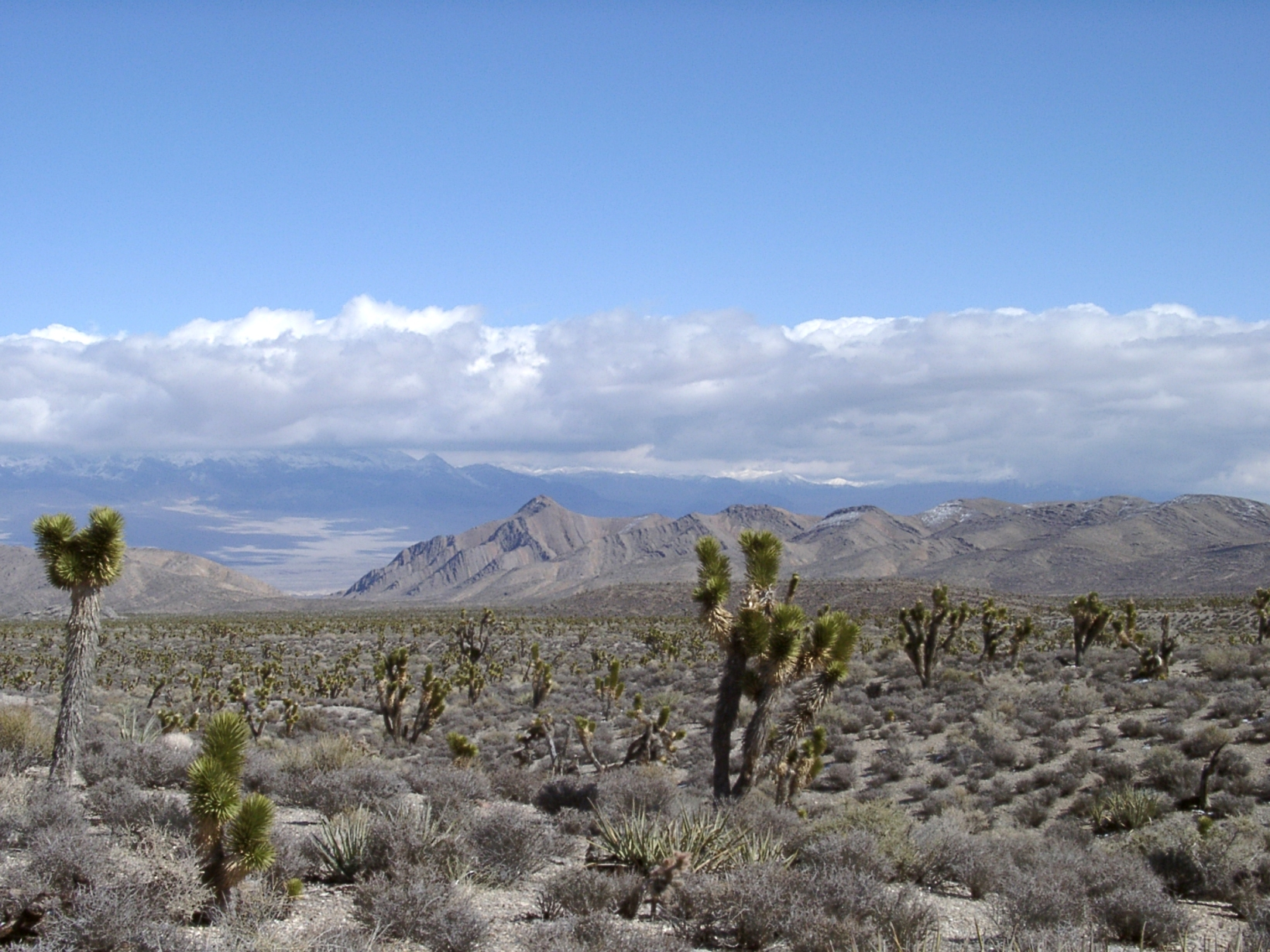
Típica imatge del desert que envolta Las Vegas

Las Vegas té un clima desèrtic amb poca pluja i extremadament càlid a l'estiu. Temperatures de 40 °C són habituals entre els mesos de maig a setembre. No és estrany que durant diversos dies a l'any aquestes temperatures superin els 45 °C. Els habitants de la ciutat prefereixen utilitzar túnels, passadissos, cotxes o monorails amb la condició d'evitar les altes temperatures. També és freqüent trobar ventiladors que disparen dolls de vent i aigua pel carrer. Els hiverns són relativament freds i ventosos. Poden produir-se xàfecs, però menys sovint, a la primavera i la tardor. De juliol a setembre, el monsó mexicà porta sovint bastant humitat del golf de Mèxic causant tempestes de trons durant la tarda. Encara que les muntanyes que envolten la ciutat poden veure's nevades de desembre a juny, és difícil que això succeeixi en la zona urbana.
| Temperatures i precipitacions mitjanes de Las Vegas, Nevada | Temperatures i precipitacions mitjanes de Las Vegas, Nevada | Temperatures i precipitacions mitjanes de Las Vegas, Nevada | Temperatures i precipitacions mitjanes de Las Vegas, Nevada | Temperatures i precipitacions mitjanes de Las Vegas, Nevada | Temperatures i precipitacions mitjanes de Las Vegas, Nevada | Temperatures i precipitacions mitjanes de Las Vegas, Nevada | Temperatures i precipitacions mitjanes de Las Vegas, Nevada | Temperatures i precipitacions mitjanes de Las Vegas, Nevada | Temperatures i precipitacions mitjanes de Las Vegas, Nevada | Temperatures i precipitacions mitjanes de Las Vegas, Nevada | Temperatures i precipitacions mitjanes de Las Vegas, Nevada | Temperatures i precipitacions mitjanes de Las Vegas, Nevada | Temperatures i precipitacions mitjanes de Las Vegas, Nevada |
| Mes                                                         | Gen                                                         | Feb                                                         | Mar                                                         | Abr                                                         | Mai                                                         | Jun                                                         | Jul                                                         | Ago                                                         | Set                                                         | Oct                                                         | Nov                                                         | Des                                                         |                                                             |
| ----------------------------------------------------------- | ----------------------------------------------------------- | ----------------------------------------------------------- | ----------------------------------------------------------- | ----------------------------------------------------------- | ----------------------------------------------------------- | ----------------------------------------------------------- | ----------------------------------------------------------- | ----------------------------------------------------------- | ----------------------------------------------------------- | ----------------------------------------------------------- | ----------------------------------------------------------- | ----------------------------------------------------------- | ----------------------------------------------------------- |
| Record altes °C (°F)                                        | 25 (77)                                                     | 31 (87)                                                     | 33 (92)                                                     | 37 (99)                                                     | 43 (109)                                                    | 47 (116)                                                    | 47 (117)                                                    | 47 (116)                                                    | 45 (113)                                                    | 39 (103)                                                    | 31 (87)                                                     | 26 (78)                                                     |                                                             |
| Mitjana més altes °C (°F)                                   | 14 (57)                                                     | 17 (63)                                                     | 21 (69)                                                     | 26 (79)                                                     | 31 (88)                                                     | 37 (99)                                                     | 40 (104)                                                    | 39 (102)                                                    | 34 (94)                                                     | 27 (81)                                                     | 19 (66)                                                     | 14 (57)                                                     |                                                             |
| Mitjana més baixes °C (°F)                                  | 3 (37)                                                      | 5 (41)                                                      | 8 (47)                                                      | 12 (54)                                                     | 17 (63)                                                     | 22 (72)                                                     | 26 (78)                                                     | 25 (77)                                                     | 21 (69)                                                     | 14 (57)                                                     | 7 (44)                                                      | 3 (37)                                                      |                                                             |
| Record baixes °C (°F)                                       | -13 (8)                                                     | -9 (16)                                                     | -7 (19)                                                     | -1 (31)                                                     | -2 (29)                                                     | 9 (48)                                                      | 13 (56)                                                     | 12 (54)                                                     | 6 (43)                                                      | -3 (26)                                                     | -9 (15)                                                     | -12 (11)                                                    |                                                             |
| Precipitació mm (inches)                                    | 15 (0.59)                                                   | 17.5 (0.69)                                                 | 15 (0.59)                                                   | 3.8 (0.15)                                                  | 6.1 (0.24)                                                  | 2 (0.08)                                                    | 11.2 (0.44)                                                 | 11.4 (0.45)                                                 | 7.9 (0.31)                                                  | 6.1 (0.24)                                                  | 7.9 (0.31)                                                  | 10.2 (0.40)                                                 |                                                             |
| Font: May, 5 2009                                           |                                                             |                                                             |                                                             |                                                             |                                                             |                                                             |                                                             |                                                             |                                                             |                                                             |                                                             |                                                             |                                                             |

## Edificacions, punts turístics i espectacles
Els punts més característics de la ciutat són Las Vegas Strip i Fremont Street, dues avingudes formades per casinos de tota classe. Els casinos estan connectats molt sovint entre ells per monorails o passadissos subterranis amb aire condicionat que repel·leix les aclaparadores temperatures de la ciutat. Trucs de màgia, pallassos, balls, bars... l'espectacle genera tants ingressos com les màquines de casino.

### Hotels característics

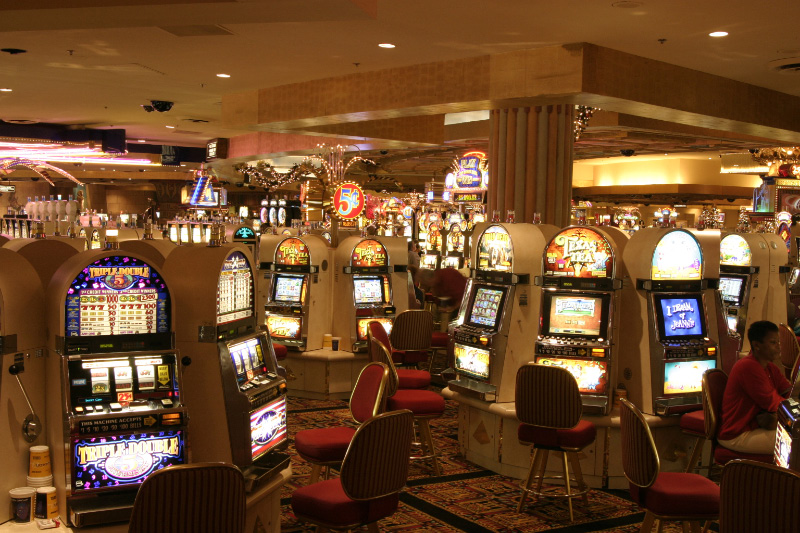
Interior d'un casino

- L'Excalibur: amb aspecte de castell medieval.
- El Caesar Palace: amb aparença de temple romà estirat fins a ser convertit en un gratacel: l'interior sembla un passeig per l'antic Imperi i s'observen màquines amb aspecte romà i espectacles de robots, foc, aigua i llums que assemblen lluites entre déus.
- El Stratosphere: amb aparença de torre de control d'aeroport i una llançadora i dues muntanyes russes en la seva cúspide.
- El París: un palau francès, una Torre Eiffel i un Arc del Triomf en miniatura. Recreació interna d'una petita part de la ciutat de París.
- El Treasure Island: amb espectacle de vaixell pirata i forma d'illa del tresor.
- The Venetian: amb passeig en góndola al seu segon pis, recreació interna i externa en façana de Venècia. També disposa del Teatre del Fantasma, molt semblant a l'Òpera de París.
- El New York, New York, amb façana formada per miniatures d'edificis emblemàtics de Nova York i una petita Estàtua de la Llibertat. Recreació interna d'una petita porció de la ciutat.
- El Planet Hollywood: amb records únics de famosos del món del cinema, casinos moderns i el centre comercial Miracle Mile Shops on, en record de l'antic hotel i casino Aladdin, hi ha una recreació interna d'una ciutat persa i un espectacle d'una tempesta del desert.
- El Luxor: amb forma de piràmide, amb estàtues i una esfinx.
- La botiga oficial de Coca-cola Company amb forma d'ampolla gegant de cristall de Coca-cola.
- Altres hotels d'aparença més seriosa amb espectacles com balls de dolls d'aigua i llums són: el Mandalay Bay, el Bellagio o l'Hotel MGM Grand.

## Localització dels principals hotels de l'Strip
| Nord fins al Carrer Fremont                     | Nord fins al Carrer Fremont     | Nord fins al Carrer Fremont |
| ----------------------------------------------- | ------------------------------- | --------------------------- |
|                                                 | ↑                               |                             |
| Stratosphere                                    |                                 |                             |
|                                                 |                                 |                             |
|                                                 |                                 |                             |
|                                                 |                                 |                             |
|                                                 |                                 |                             |
|                                                 |                                 |                             |
|                                                 |                                 |                             |
| Avinguda Sahara                                 | Avinguda Sahara                 |                             |
| Circus Circus                                   | Sahara                          |                             |
| Circus Circus                                   |                                 |                             |
| Circus Circus                                   | Riviera                         |                             |
| Echelon Place                                   |                                 |                             |
| Convention Center Drive                         |                                 |                             |
|                                                 | Wynn Las Vegas                  |                             |
| Fashion Show Mall                               |                                 |                             |
| Carrer Spring Mountain                          | Avinguda Sands                  |                             |
| Treasure Island                                 | The Venetian/ The Palazzo       |                             |
| Treasure Island                                 | Casino Royale                   |                             |
| The Mirage                                      | Harrah's                        |                             |
| The Mirage                                      | Imperial Palace                 |                             |
| Caesars Palace                                  | Flamingo                        |                             |
| Caesars Palace                                  | Bill's Gamblin' Hall and Saloon |                             |
| Carrer Flamingo                                 | Carrer Flamingo                 |                             |
| Bellagio                                        | Bally's                         |                             |
| Bellagio                                        | París                           |                             |
|                                                 | Planet Hollywood                |                             |
| Avinguda Harmon                                 | Avinguda Harmon                 |                             |
| Proyecto City Center                            |                                 |                             |
| Monte Carlo                                     |                                 |                             |
| New York-New York                               | MGM Grand                       |                             |
| Avinguda Tropicana                              | Avinguda Tropicana              |                             |
| Excalibur                                       | Tropicana                       |                             |
| Luxor                                           |                                 |                             |
| THEhotel, Mandalay Bay, Four Seasons            |                                 |                             |
| Carrer Russell                                  |                                 |                             |
|                                                 | ↓                               |                             |
| Sud cap a l'Aeroport Internacional de Las Vegas |                                 |                             |

## Ciutats agermanades
- Ansan, Corea del Sud
- Jeju, Corea del Sud
- Huludao, República Popular Xina
- Phuket, Tailàndia
- Ángeles, Filipines
- Pamukkale, Turquia
- León, Mèxic
- Hurlingham, Argentina